# Puebloviejo (Ekwador)
Puebloviejo – miasto w zachodnim Ekwadorze, w prowincji Los Ríos. Stolica kantonu Puebloviejo.
Przez miasto przebiega droga krajowa E25.